# Hôtel d'Alibert
L'hôtel d'Alibert est un hôtel situé à Caunes-Minervois, en France.

## Description
Cet hôtel particulier est le plus remarquable édifice du village ayant l'allure d'un "palazzo" dans le goût italien de la fin du XVe et début XVIe siècle.
La cour est entourée d'une galerie intérieure à deux étages superposés percée d'arceaux en plein cintre, ornée de pilastres, bustes, médaillons et écussons en pierre, portes parées d'archivoltes, fenêtres à croisées. Des deux côtés de la cour, on accède à une galerie par deux escaliers à vis. Au centre de la cour s'élève un puits à baldaquin supporté par trois colonnes. Sur une margelle, la date de 1560 est gravée dans un écusson incrusté de plomb.
L'édifice est scindé en deux parties provenant d'acquisitions ultérieures. Une maison romaine se situe au côté droit. La différence de main-d'œuvre visible du côté gauche se traduit par des fûts carrés et cannelés. Des bustes en médaillons et des écussons décorent le parapet. Le style rappellerait l'époque François 1er. Sur le côté droit, la galerie, plus récente, remonterait à Henri II.
A l'intérieur, plusieurs salles ont conservé leurs voutes notamment une chapelle avec voûtes à liernes et tiercerons. Quelques fenêtres, aussi bien sur cour que sur rue, sont intactes, avec leurs encadrements et leurs meneaux.

## Historique
L’Hôtel-Restaurant d’Alibert est une vaste demeure style Renaissance située au cœur du village de Caunes-Minervois dans le département de l’Aude. L’hôtel est doté de 8 chambres. À l’origine, c'était la famille d’Alibert qui fournit au village plusieurs viguiers. Nous sommes là aux XVe et XVIe siècles. D’un voyage en Italie, un certain Jean, abbé de Caunes, aurait ramené dans ses bagages, comme d’autres Leonardo, un artiste de Carrare qui aurait initié l’exploitation des carrières de marbre et organisé la construction de l’hôtel particulier. C’est là que se trouverait l’explication de l’inspiration italienne de l’édifice.
Aujourd’hui, l’hôtel-restaurant d’Alibert est dirigé par Frédéric Guiraud. Il est le maillon le plus récent d’une famille qui fit l’acquisition de la maison en 1912, année où ses arrière-grands-parents, Louise et Germain, s’installent dans ce qui était alors un des cafés-auberges du village. Jean et Paule, ses parents revenus à Caunes en 1974 mèneront les travaux de rénovation et d’aménagement qui dessineront la configuration actuelle de l’établissement et affirmeront son statut d’hôtel-restaurant.
Frédéric a débuté en 1985 à leurs côtés dans la salle du restaurant et l’organisation de l’hôtel. Depuis 1986, il a pris en charge la totalité de l’entreprise. L'édifice est partiellement classé au titre des monuments historiques en 1926, 1927.